# Армврач
Армврач — сокращённое название должности «армейский врач» и персональное воинское звание высшего начальствующего состава в Красной Армии. Выше корврача, являлось высшим званием военно-медицинского состава РККА.

## История
Введено Постановлением ЦИК СССР и СНК СССР от 22 сентября 1935 года «О введении персональных военных званий начальствующего состава РККА» взамен всех прежних званий военно-медицинского состава служебной категории К-14 (армвоенврачей). В пограничных и внутренних войсках НКВД это звание было установлено приказом от 23 октября 1935 года № 331 и предназначалось для высшего руководства военно-медицинских служб войск и медицинских подразделений центрального аппарата наркомата. Следует учитывать, что данное звание могло быть присвоено только военнослужащему с высшим медицинским образованием, являющемуся практикующим врачом, прочий начальствующий состав в этой службе, включая и фармацевтов, носил звания военно-хозяйственного состава.
Звание армврач никому не присваивалось.
В марте 1940 года по проекту К. Е. Ворошилова предполагалось предполагалось в указе Президиума Верховного совета СССР от 07 мая 1940 г. «Об установлении воинских званий высшего командного состава Красной Армии» ввести вместо него звание генерал санитарной службы, однако в результате генеральских званий для военно-медицинского состава тогда вообще не было введено.
Упразднено Постановлением ГКО СССР № 2685 от 2 января 1943 года «О введении персональных воинских званий военно-медицинскому и военно-ветеринарному составу Красной Армии».
| Род войск                                       | Соответствующее звание/должность |
| В командном составе                             | В командном составе |
| ----------------------------------------------- | --- |
| в сухопутных и военно-воздушных силах РККА      | командарм 2-го ранга |
| Народный комиссариат внутренних дел СССР        | комиссар государственной безопасности 2-го ранга, введённое постановлением ЦИК и СНК СССР от 7 октября 1935 года (военнослужащие пограничных и внутренних войск НКВД имели воинские звания, принятые в РККА) |
| Военно-Морской Флот СССР                        | флагман флота 2-го ранга |
| ВВС ВМФ и береговая служба                      | командарм 2-го ранга |
| В начальствующем составе                        | |
| в военно-политическом составе всех родов войск  | армейский комиссар 2-го ранга |
| в военно-техническом составе всех родов войск   | арминженер |
| в военно-техническом составе ВМФ                | инженер-флагман флота |
| в военно-хозяйственном составе всех родов войск | арминтендат |
| в военно-ветеринарном составе всех родов войск  | армветврач |
| в военно-юридическом составе всех родов войск   | армвоенюрист |

## Знаки различия
Знаки различия — четыре красных ромба в петлицах.
Над ромбами была эмблема военно-медицинского состава — сосуд гигеи золотого цвета, установленная приказом НКО СССР от 10 марта 1936 года № 33.

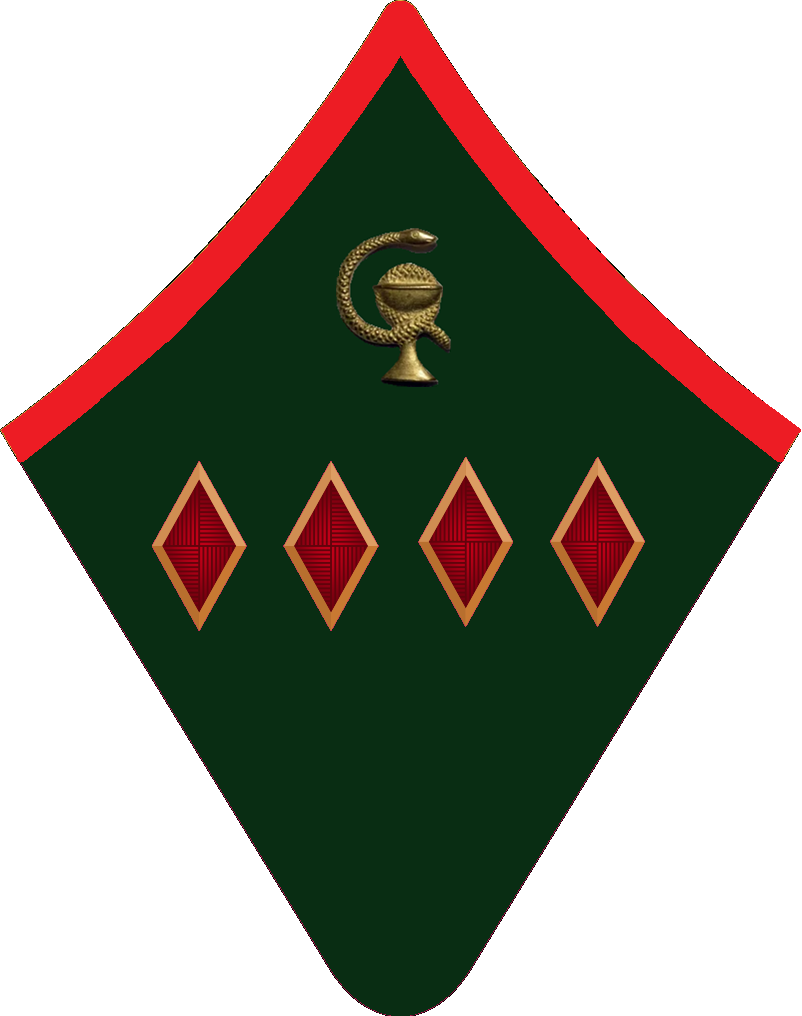
Петлицы армврача для шинели

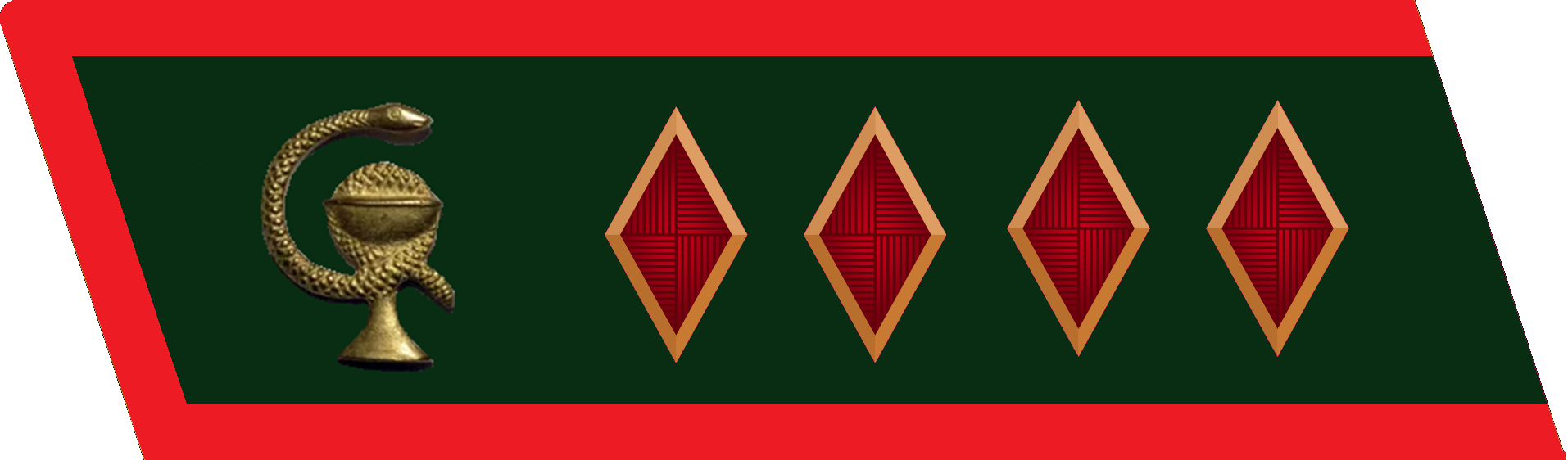
Петлицы армврача для гимнастёрки

Постановлением СНК СССР от 2 декабря № 2590 для военно-медицинского состава была установлена тёмная-зелёная расцветка петлиц с красным кантом.

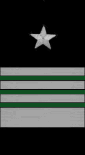
Армврач ВМФ

Во флоте расцветки галунов и просветов на нарукавных знаках различия были установлены Постановлением СНК СССР от 2 декабря 1935 г. № 2591. Цвет галунов и звёзд над ними был белый (сребристый), а цвет просветов (выпушек) между галунами — зелёный. 
Армврачу ВМФ полагался один широкий и три средних галуна серебристого цвета, с тремя зелёными просветами, над галунами была размещена одна серебристая пятиконечная звезда.